# La Ruée (film, 1920)
Pour le film de Frank Capra sorti en 1932, voir La Ruée.
Pour plus de détails, voir Fiche technique et Distribution.
La Ruée (titre original : Homespun Folks) est un film américain réalisé par John Griffith Wray et sorti en 1920.

## Synopsis
Un jeune avocat est nommé procureur, mais se retrouve accusé de meurtre.

## Fiche technique
- Titre original : Homespun Folks
- Réalisation : John Griffith Wray
- Scénario : Julien Josephson
- Producteur : Thomas H. Ince
- Photographie : Henry Sharp
- Production : Thomas H. Ince Corporation
- Genre : Drame[1]
- Distributeur : Associated Producers
- Durée : 60 minutes
- Date de sortie : 12 septembre 1920

## Distribution
- Lloyd Hughes : Joel Webster
- Gladys George : Beulah Rogers
- George Webb : Tracy Holt
- Al W. Filson : Pliny Rogers
- Fred Gamble : Gabe Howard

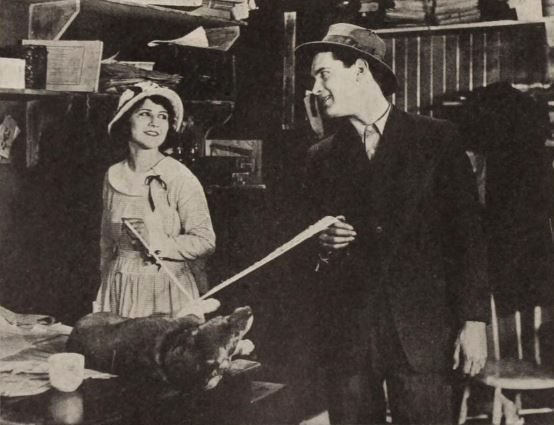
Lloyd Hughes et Gladys George dans une scène du film.

- Charles Hill Mailes : Caleb Webster
- Lydia Knott : Sarah Webster
- Gordon Sackville : Watt Tanner
- Willis Marks : Joseph Hargan
- James Gordon : Hilary Rose
- Edith Murgatroyd : Widow Stinson
- Jefferson Osborne : Nat Orinley